# Луиђи Галвани
Луиђи Галвани (итал. Luigi Galvani; Болоња, 9. септембар 1737 — Болоња, 4. децембар 1798) је био италијански физичар и анатом, који је живео у Болоњи. Открио је да мишићи и нервне ћелије стварају електрицитет.

## Биографија
Студирао је теологију, па медицину. Постао је 1762. професор медицине на универзитету у Болоњи. Професор практичне анатомије је постао 1775.
Истраживао је физиологију, а касније и слух птица.

## Галванијев експеримент с жабљом ногом
Отприлике 1766. године Галвани је почео да испитује деловање елекрицитета на жабље мишиће. Том приликом је опазио да се мишић жабље ноге грчи ако се окачи на бакарну куку, а другим крајем додирне гвоздену подлогу. Експериментишући у том правцу открио је да је важно да се жабљи батак додирује истовремено на два различита места са два, међусобно спојена метална проводника.

Постоји неколико описа Галванијевог експеримената у којем је грчење жабљег мишића повезао са елетрицитетом. Према једној, Галвани је 6. новембра 1780. (или 1783) сецирао жабу на столу, на којем је истовремено његов асистент изводио експерименте са статичким електрицитетом. Леђни нерв жабе, (nervus ischiadicus) је додирнуо металним скалпелом док је жаба била у додиру са другим металом. У том моменту је на једној електричној машини која се налазила на истом столу асистент изазвао искру и на Галаванијеов запрепашћење, нога жабе се покренула као да је жаба жива. Тиме је Галвани постао први научник који је открио везу између електрицитета и живота - Галвани је открио биоелектрицитет.
Галвани је тај електрицитет назвао животињски електрицитет, да би описао то што је активирало мишић. Он и његови савременици сматрали су да је активацију изазивао електрични флуид, који нерви преносе до мишића. Појава је названа „галванизам“, на предлог Александра Волте, Галванијевог познаника и љутог научног опонента. Галванизам је термин који подразумева настанак електрицитета хемијским трансформацијама, без обзира да ли је систем део живе материје.

## Животињски електрицитет наспрам топлотног електрицитета
Галванијева истраживања довела су до открића батерије али то није учинио Галвани који је елетрицитет сматрао нераздвојним делом живота. Галвани је веровао да животињски електрицитет потиче из мишића. С друге стране Волта је сматрао да је анимални електрицитет физичког порекла, тј., да долази из метала. Да би показао да Галвани није у праву Волта је направио прву батерију, која је позната као волтин стуб или волтин елемент.
Галвани је веровао да је сам живот електричан, да се све што је живо састоји од ћелија и да свака ћелија има ћелијски потенцијал, који представља биолошки електрицитет. Сматрао је да биолошки електрицитет има исте хемијске узроке као и струја која тече између електрохемијских ћелија.
Данас знамо да су обојица била у праву, т. ј., да постоји и биолошки електрицитет и електрицитет са метала.

## Занимљивости
- По Галванију име носе Галвански елемент, галванометар и галванизација.
- Извештај о Галванијевим истраживањима се нашао на списку за летње читање Мери Шели које је било инспирација за организовање такмичења за најбољу причу о духовима једног кишног дана у Швајцарској чији је резултат био Франкенштајн и његова реанимација путем електричних пражњења.
- Један кратер на Месецу носи његово име - Галванијев кратер.